# 江崎玲於奈
江崎玲於奈（日语：／ Esaki Reona ?，1925年3月12日—），日本物理学家，美國國家科學院、美國國家工程院、俄羅斯科學院外籍院士。日本學士院會員。現任横滨药科大学校長。文化勳章、勲一等旭日大綬章表彰。
江崎是诺贝尔物理学奖（1973年）暨IEEE榮譽獎章（1991年）雙料得主。他藉由穿隧效應發明了江崎二極體（又稱穿隧效應二極體，與東京通信工業株式會社合作完成），此外也是超晶格研究的先驅（與IBM合作）。

## 早年生活與教育
江崎玲於奈在1925年出生於日本大阪中河内郡高井田村（現在的東大阪市），成長於京都。江崎家毗鄰京都帝國大學與同志社大學校園，父親江崎壯一郎是一位建築師，哥哥是畢業於京都帝大的鐵道工程師。他在同志社中學首次接觸基督教與美國文化，從第三高等學校畢業後考入東京帝國大學學習物理學。他曾於1944年10月在東大參加湯川秀樹開設的核子理論課，當時也曾親歷東京大轟炸。
江崎分別在1947年、1959年獲得東京大學學士、博士學位。

## 職業生涯

### 江崎二極體

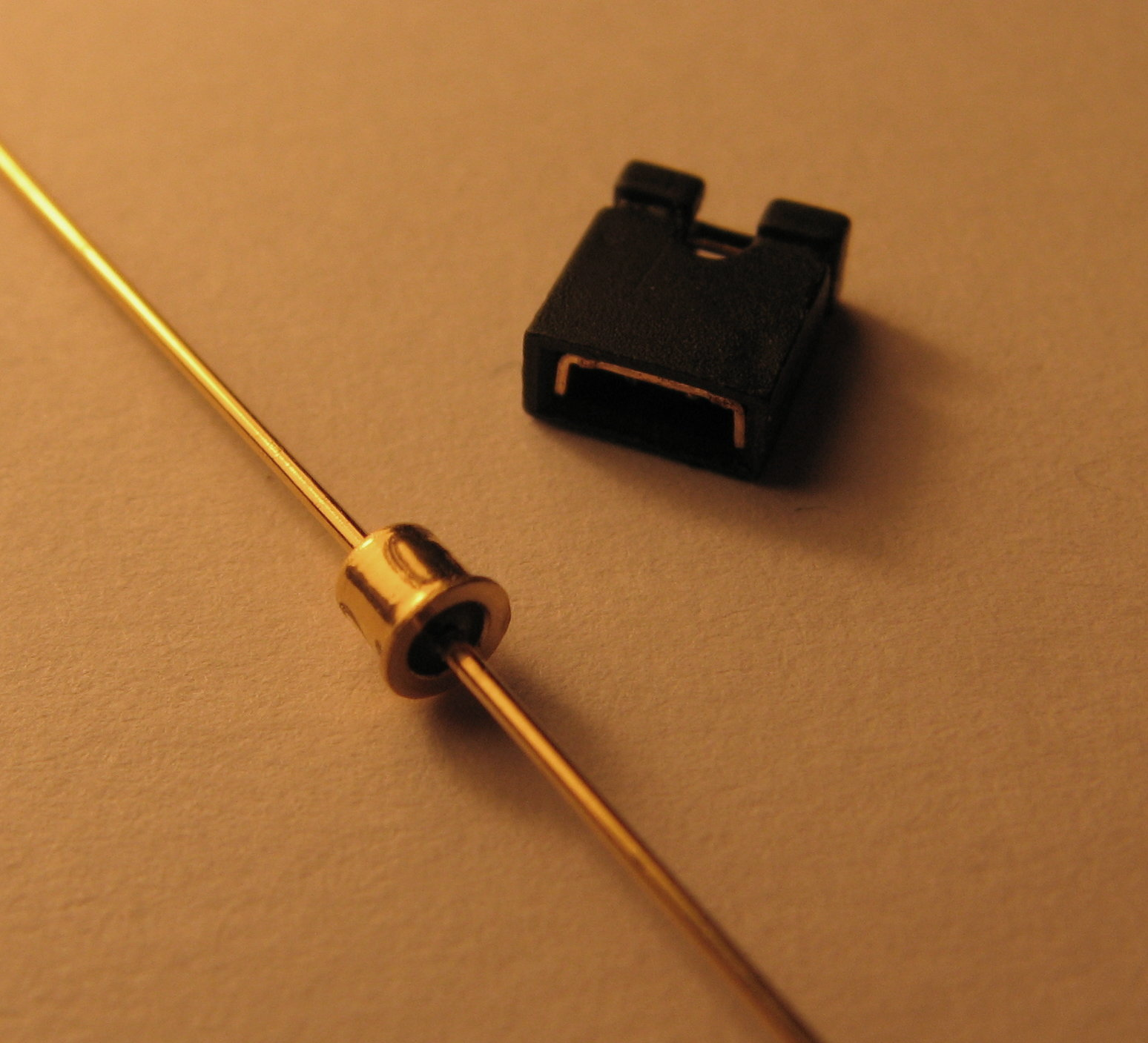
江崎二極體，旁邊的跳線是比例尺

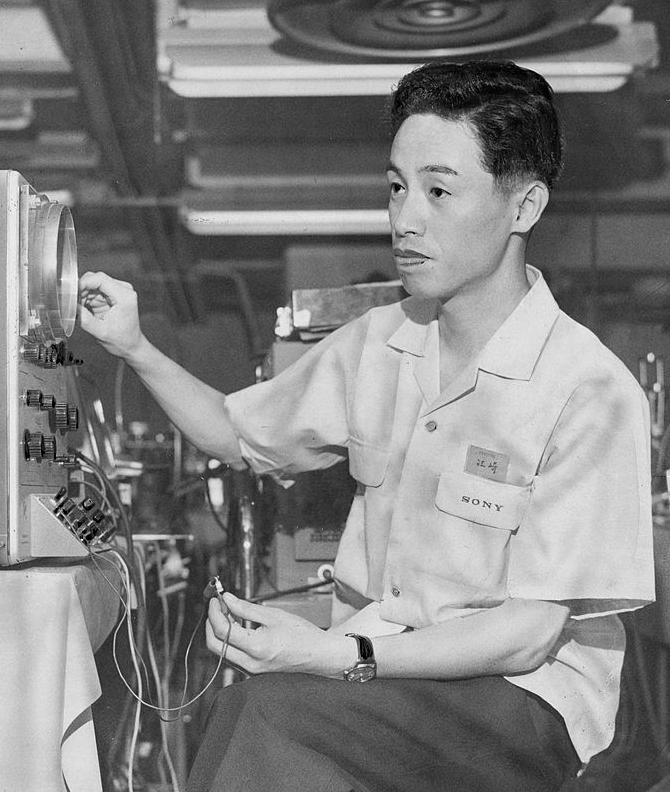
1959年在Sony工作的江崎玲於奈

江崎玲於奈在大學畢業後進入川西機械製作所（現富士通天）工作，起初進行由真空管的陰極放出熱電子的研究工作，因受到約翰·巴丁、沃爾特·布喇頓和威廉·肖克利發明電晶體的鼓舞，他轉而研究重摻雜的鍺和矽。1956年轉入東京通信工業株式会社（現Sony）擔任半導体研究室主任研究員，進行PN結二極體研究。經過一年的嘗試後得知，每當鍺的PN結寬度變薄時，穿隧效應就會影響電流 - 電壓之特性，隨著電壓增加，電流反而減小，這說明了負電阻。此一發現是物理學中首次出現的固體穿隧效應，也是史上第一個量子電子器件：江崎二極體（或稱隧道二極體）的誕生。由於此一突破性發明，1959年他獲得了東大博士學位。
江崎在1973年因「發現半導體和超導體的穿隧效應」，與挪威物理学家伊瓦爾·賈埃弗及英國物理学家布賴恩·約瑟夫森共同获得诺贝尔物理学奖。基於頒獎典禮的排序，江崎成為世界第一位從卡尔十六世·古斯塔夫國王手中接過諾貝爾獎獎章、獎狀的諾貝爾獎得主。2015年3月，日本茨城吾妻2丁目的中央公園設置了江崎、小林诚、朝永振一郎的銅像，以彰顯3位諾貝爾物理學獎得主的功績。

### 超晶格
江崎玲於奈在1960年移居美國，加入IBM湯瑪斯·華森研究中心，然後在1967年成為IBM院士。他預測，如果半導體晶體中人為地構建一維周期性結構變化，將可形成半導體超晶格，並引起諸如差分負電阻效應等獨特現象。他開發了名為「分子束外延」的薄膜晶體生長方法，可以在超高真空中相當精確地調節。他的第一篇關於半導體超晶格的論文發表於IBM時期的1970年，他在1987年曾對這篇原始論文提出如下的註釋：

“《物理評論》評審因缺乏想像力而拒絕出版原始論文，認為該論文太過投機性，沒有嶄新的物理思想。” 然而，這個想法很快就被美國陸軍研究辦公室所接受

1972年，江崎在III-V族半導體中實現了他的超晶格概念，後來這個概念影響了許多領域，如金屬和磁性材料。他因“對隧道、半導體超晶格和量子井的貢獻和領導”榮獲1991年IEEE榮譽獎章，也因“創造和實現人造超晶格晶體的概念，致發新材料的生成與有效的應用”榮獲1998年日本國際獎。赤崎勇、天野浩、中村修二獲得2014年諾貝爾物理學獎後，江崎翌日（10月8日）與赤崎進行電話會談，他們討論了彼此發明的社會影響力，也提到「日本人特有的毅力」是成功的重要原因。2015年5月3日，中村在與JAXA負責人川口淳一郎的對談中自稱「尤其尊敬的人物」是江崎。江崎發明的超晶格對LED至為重要。

## 返日後的活動
江崎玲於奈在1992年返日擔任筑波大學校長（至1998年），2000年擔任一屆芝浦工業大學校長，並應首相之邀加入教育改革國民會議。2003年擔任奈米技術科學獎「江崎玲於奈獎」的選考委員。2006年以來擔任横滨药科大学的校長。

## 榮譽
- 1959年 - 仁科芳雄獎。
- 1965年 - 日本學士院獎。
- 1973年 - 諾貝爾物理學獎。
- 1974年 - 日本文化勳章。
- 1975年 - 日本學士院會員。
- 1976年 - 美國國家科學院外國會員。
- 1985年 - James C. McGroddy Prize for New Materials
- 1991年 - IEEE榮譽獎章。
- 1998年 - 日本國際獎。勲一等旭日大綬章。
- 2001年 - 香港科技大學榮譽博士。
- 2007年 - 國立清華大學榮譽特聘講座。

## 所屬科學院
- 美國物理學會
- 日本物理學會
- 1975年 - 日本學士院會員
- 1976年 - 美國國家科學院外籍院士
- 1977年 - 美國國家工程院外籍院士
- 1989年 - 馬克斯普朗克學會會員
- 1991年 - 美國哲學會會員
- 1994年 - 俄羅斯科學院外籍院士
- 1995年 -  韓國科學技術翰林院（英语：Korean Academy of Science and Technology）榮譽外籍院士
- 1996年 -  義大利猞猁之眼國家科學院院士

## 軼事
江崎玲於奈是少數不以日語羅馬化作為外語姓名的日本人。他新起「Leo」一名取代日語原名的「Reona」（玲於奈）。亦即，在漢字系統以外，通行「Leo Esaki」此一姓名。

## 文獻
- Large scale integrated circuits technology : state of the art and prospects : proceedings of the NATO Advanced Study Institute on "Large Scale Integrated Circuits Technology: State of the Art and Prospects," Erice, Italy, July 15–27, 1981 / edited by Leo Esaki and Giovanni Soncini (1982)
- Highlights in condensed matter physics and future prospects / edited by Leo Esaki (1991)
- 「時代の証言者」江崎玲於奈，讀賣新聞
- 「真空管から半導体への“トンネル”の思い出」江崎玲於奈，『日本の物理学史』 pp. 478–496

## 外部連結
- （英文）The Nobel Prize in Physics 1973（页面存档备份，存于）
- （日語）江崎 玲於奈 博士の略歴、受賞歴、業績 （页面存档备份，存于）（筑波大学）
- （日語）江崎玲於奈賞 - (財)茨城県科学技術振興財団